# Тракошчан
Тракошчан (на хърватски: Trakošćan; на унгарски: Trakostyán) е замък в северозападна Хърватия, във Вараждинска жупания, разположен на 40 км от главния град на областта Вараждин и на 23 км от Крапина. Замъкът се намира на брега на едноименното езеро.

## История
Според една от достигналите до нас легенди замъкът носи името на тракийска крепост, съществувала в древността по тези места. В източниците Тракошчан се споменава за първи път през 1334 г. В края на същия XIV в. по всяка вероятност замъкът е собственост на благородническия род фон Цили, който в онези години се разпорежда с цялата област Загорие. Малката крепост по това време служи за наблюдателен пункт по пътя за Птуй.
След напускането на фон Цили, Тракошчан сменя различни собственици до 1569 г., когато е дарен от крал Максимилиан II за проявени заслуги на знатния род Драшковичи, превърнали го в своя фамилна резиденция. Драшковичи са собственици на замъка в продължение на почти четири столетия и дори започват да се наричат Драшковичи Тракошчански по името на имението. Сред представителите на този род има удостоени с висш църковен сан - Юрай Драшкович, който последователно е архиепископ и впоследствие кардинал, двама банове на Хърватия - Иван II Драшкович (от 1595 до 1608 г.) и Иван III Драшкович (от 1640 до 1648 г.), воини сражавали се срещу османците (Иван I Драшкович), както и политически дейци като водачът на илирийското движение Янко Драшкович.
Последната реконструкция на замъка е от 1840-1852 г. в неоготически стил. През 1944 г. той е напуснат от последния му собственик от рода Драшковичи, който емигрира в Австрия, и Тракошчан е национализиран. .
В наши дни замъкът е превърнат в музей с постоянна експозиция от 1954 г., отворен е целогодишно за посещения и разполага с богата колекция от оръжия, средновековни мебели и друг инвентар, както и множество портрети на членовете на рода Драшковичи. Особено богата е библиотеката на замъка с книги на немски, френски и в по-малка степен на английски, латински, хърватски, унгарски и италиански език. Повечето издания са от XIX в., по-малко са тези от XVIII и началото на XX в. Заглавията са от областта на земеделието, фотографията, лова, медицината, кулинарията, правото и др.
Около замъка има парк и изкуствено езеро, както и параклис, издигнат през 1754 г.
До Тракошчан може да се стигне с автобус от Вараждин за около час.